# Vassilis Lambrinoudakis
Vassilis Lambrinoudakis (griechisch Βασίλης Λαμπρινουδάκης; * 4. Juli 1939 in Chios) ist ein griechischer Klassischer Archäologe.
Lambrinoudakis studierte Klassische Archäologie und Geschichte an der Universität Athen. Dort machte er 1962 sein Diplom, war ab 1964 Assistent, wurde 1971 promoviert und war von 1978 bis zur Emeritierung 2006 Professor für Klassische Archäologie.
Lambrinoudakis Hauptforschungsgebiet ist die Kunst und Architektur Griechenlands, insbesondere auch die griechische Religion und Kulte. Er leitete Ausgrabungen und Restaurierungsarbeiten auf Naxos (u. a. Heiligtum von Yria, Tempel von Sangri) und in Epidauros.
Lambrinoudakis ist ordentliches Mitglied des Deutschen Archäologischen Instituts und der Academia Europaea (1993) sowie korrespondierendes Mitglied des Österreichischen Archäologischen Instituts und der Académie des Inscriptions et Belles-Lettres (seit 1999) sowie der Österreichischen Akademie der Wissenschaften (seit 2000). Er war von 1980 bis 2014 Mitglied des Redaktionskomitees des Lexicon Iconographicum Mythologiae Classicae/ Thesaurus Cultus et Rituum Antiquorum.